# Campionato Primavera 1983-1984
Il Campionato Primavera 1983-1984 è la 22ª edizione del Campionato Primavera. Il detentore del trofeo è la Fiorentina.
La squadra vincitrice del torneo è stata la Roma guidata dall'allenatore Romeo Benetti, che si è aggiudicato il titolo di campione nazionale per la quarta volta nella sua storia battendo il Milan.

## Rosa campione d'Italia
Tra i giocatori campioni d'Italia erano presenti:
- Paolo Baldieri[1]
- Stefano Desideri[1]
- Angelo Di Livio
- Fabrizio Di Mauro[1]
- Giuseppe Giannini[1]
- Stefano Impallomeni